# 969e Vestingsbrigade
De 969e Vestingsbrigade (Duits: Festungs-Brigade 969) was een Duitse brigadestaf van de Wehrmacht tijdens de Tweede Wereldoorlog.

## Oprichting en krijgsgeschiedenis
De brigade werd opgericht op 4 juli 1944 in Wehrkreis XII door omdopen van de daar net opgerichte staf Festungs-Infanterie-Regiment 969. De staf was nog in oprichting door de Ersatz-Brigade 999 Baumholder.
De brigade werd eind augustus 1944 naar Griekenland getransporteerd, naar Larisa, om daar de 4. SS-Polizei-Panzergrenadier-Division te vervangen, die op transport ging. Tijdens de Duitse terugtrekking uit Griekenland, sloot de brigade zich aan bij de achterhoede en verliet Larisa eind oktober. Daarop volgde een terugtocht richting en door Macedonië met de rest van Heeresgruppe E, en daarna door naar het noorden, via Kosovo, door Bosnië naar Sarajevo. Daar verbleef de brigade van begin 1945 tot de Duitse terugtrekking uit de stad eind maart 1945. De brigade trok daarop mee terug naar het noorden. Op 18 april bevond de brigade zich net ten zuiden van Derventa.

## Bovenliggende bevelslagen
| Legerkorps            | Leger          | Legergroep     | Plaats/regio                | Begin          | Eind               |
| --------------------- | -------------- | -------------- | --------------------------- | -------------- | ------------------ |
|                       |                | Wehrkreis XII  | Heimat                      | 4 juli 1944    | eind augustus 1944 |
| 22e Bergkorps         | Heeresgruppe E | Heeresgruppe F | Larisa - Macedonië - Kosovo | september 1944 | november 1944      |
| 21e Bergkorps         | Heeresgruppe E | Heeresgruppe F | Macedonië - Kosovo          | november 1944  | november 1944      |
| 91e Legerkorps z.b.V. | Heeresgruppe E | Heeresgruppe F | Oost-Bosnië                 | november 1944  | december 1944      |
| 21e Bergkorps         | Heeresgruppe E | Heeresgruppe F | Sarajevo                    | december 1944  | februari 1945      |
| 34e Legerkorps z.b.V. | Heeresgruppe E | OB Südost      | Bosnië                      | februari 1945  | maart 1945         |
| 21e Bergkorps         | Heeresgruppe E | OB Südost      | Kroatië                     | april 1945     |                    |

## Commandanten
| Rang   | Naam    | Begin          | Eind |
| ------ | ------- | -------------- | ---- |
| Oberst | Dannehl | september 1944 |      |

Vestingsbrigade Almers · Vestingsbrigade Belfort · Vestingsbrigade Korfoe · Vestingsbrigade Kreta · 1e Vestingsbrigade Kreta · 2e Vestingsbrigade Kreta · Vestingsbrigade Lofoten · Vestingsbrigade Sebastopol · 135e Vestingsbrigade · 939e Vestingsbrigade · 963e Vestingsbrigade · 964e Vestingsbrigade · 966e Vestingsbrigade · 967e Vestingsbrigade · 968e Vestingsbrigade · 969e Vestingsbrigade · 1017e Vestingsbrigade